# برتون (دائرة انتخابية في المملكة المتحدة)
برتون  (بالإنجليزية: Burton)‏ هي إحدى الدوائر الانتخابية في المملكة المتحدة الممثلة في مجلس العموم في برلمان المملكة المتحدة.
عضو البرلمان الذي يمثلها حالياً هو :Mrs Janet Dean (Lab).